# Frontera entre Alemania y los Países Bajos
La frontera entre Alemania y los Países Bajos es un límite internacional que separa a estos dos países miembros de la Unión Europea.

## Trazado

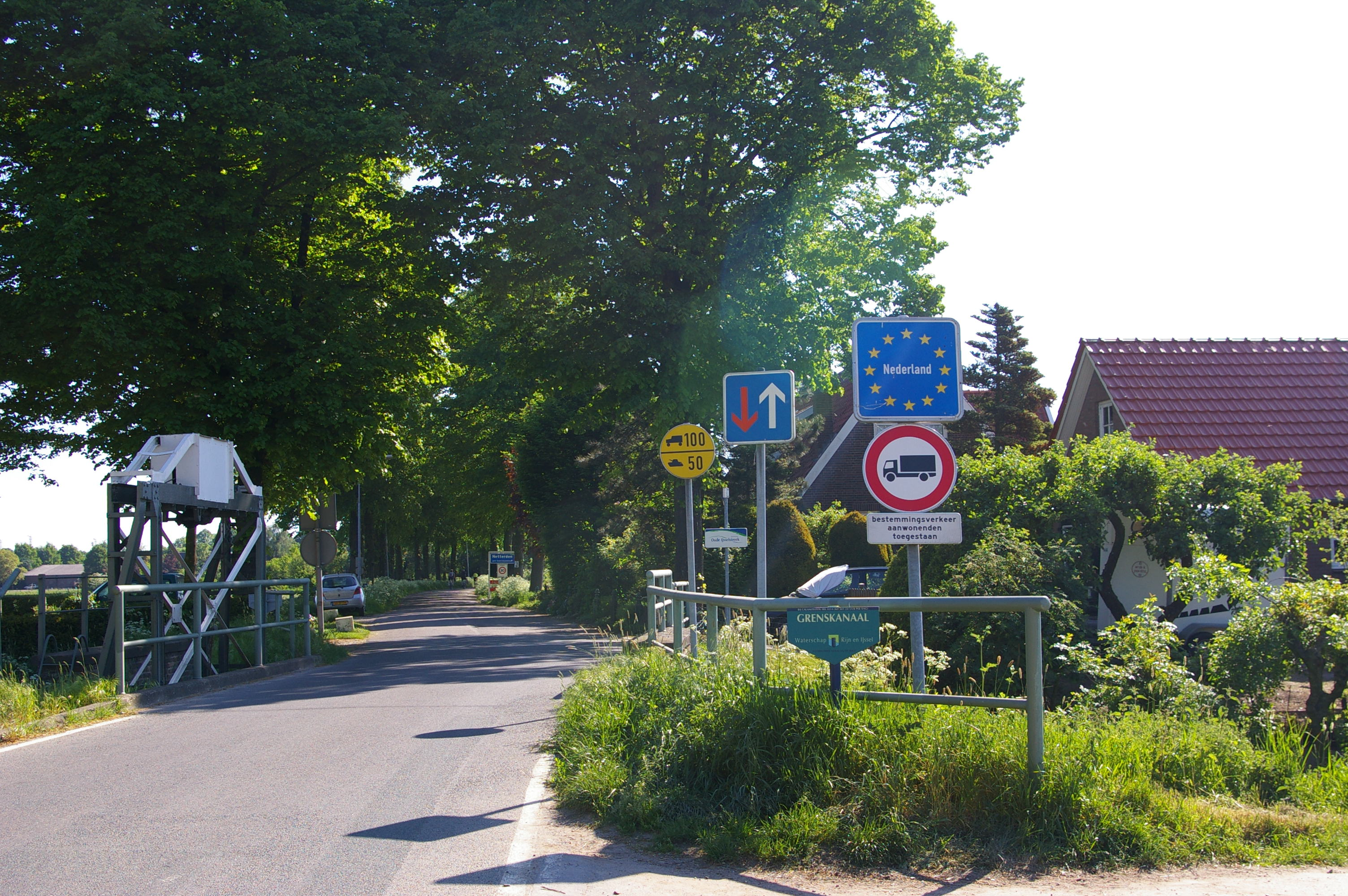
Entrando a los Países Bajos en Netterden.

Comienza en el norte en la parte meridional del estuario del río Ems, luego baja hacia el sur, no sin desviar repetidamente varios kilómetros hacia el oeste, creando así varias salientes que siguen generalmente cursos de agua: el Overijsselse Vecht hasta Coevorden, o el Rin hasta la región de Cléveris.
Luego corre a lo largo del valle del río Mosa que deja bajo la soberanía neerlandesa, antes de partir de la comuna de Sittard-Geleen, para unirse en el sureste del mismo al punto que se formó con las fronteras Alemania/Bélgica y Bélgica/Países Bajos en un lugar llamado Vaalserberg ubicado a unos 3 km al oeste de Aquisgrán.

## Disputas

Mapa del trazado norte de la frontera.

La frontera marítima está disputa en una parte del estuario del Ems, fuera de la bahía de Dollart, donde Alemania tiene la opinión de que la frontera estatal corre por el margen izquierdo del Ems, mientras que los Países Bajos se refieren a su vaguada como frontera. Esto se basa en interpretaciones de antiguos tratados, especialmente el Congreso de Viena de 1815. Esta disputa se terminó en noviembre de 2014 cuando los ministros de asuntos exteriores de ambos estados, Frank-Walter Steinmeier y Bert Koenders firmaron finalmente un acuerdo que puso fin a la disputa.